# Jounce
A fizikában a jounce vagy snap (magyarul: csattanás) a súrolt pályának (helyzetvektornak) az idő szerinti negyedik deriváltja. Ez tulajdonképpen azt jelenti, hogy a sebességváltozás sebességének a sebessége, vagyis a gyorsulásváltozás gyorsulása.
{\displaystyle {\vec {J}}={\vec {s}}={\frac {d{\vec {j}}}{dt}}={\frac {d^{2}{\vec {a}}}{dt^{2}}}={\frac {d^{3}{\vec {v}}}{dt^{3}}}={\frac {d^{4}{\vec {r}}}{dt^{4}}}}
Az {\displaystyle {\vec {s}}} jelölést nem szabad összekeverni az elmozdulásvektorral, amit szintúgy szoktak s-sel jelölni, de az {\displaystyle {\vec {r}}} az elfogadott, éppen ezért a jounce-t szokták még nagy {\displaystyle {\vec {J}}} -vel jelölni Jelenleg nincs elfogadott egyezményes jelölése.
Ennek is létezik idő szerinti deriváltja, a crackle, de ez sincs tudományosan bevezetve.
A jounce mértékegysége a méter per szekundum a negyediken:    {\displaystyle {m \over s^{4}}}  vagy   {\displaystyle {m\cdot s^{-4}}}.

## Lásd még
- Tug

## Külső hivatkozások
- Cosmography: cosmology without the Einstein equations, Matt Visser, School of Mathematics, Statistics and Computer Science, Victoria University of Wellington, 2004.
- What is the term used for the third derivative of position?